# Mitglied des Landtages
Mitglied des Landtages (MdL) ist die amtliche Bezeichnung für einen Abgeordneten im Parlament eines der Flächenländer der Bundesrepublik Deutschland bzw. historisch des Deutschen Reichs (siehe Landtage der Weimarer Republik). Landtagsabgeordneter ist eine weitere Bezeichnung. Das Mandatskürzel (wie MdL) wird vor oder als sogenannter Namenszusatz hinter den Nachnamen gesetzt. Die österreichische Entsprechung in den Parlamenten der Bundesländer ist LAbg.
In den 16 deutschen Bundesländern waren im Jahr 2024 insgesamt rund 1900 Abgeordnete beschäftigt. Die Abgeordnetenbezüge sind nicht einheitlich geregelt, die monatlichen Diäten reichen von rund 4.000 Euro bis zu 10.368 Euro. Hinzu kommen Aufwands- und Mitarbeiterpauschalen sowie Versorgungsaufwendungen.
In den deutschen Stadtstaaten Hamburg und Bremen heißen die entsprechenden Abgeordneten des Landesparlaments Mitglied der Hamburgischen Bürgerschaft (MdHB) bzw. Mitglied der Bremischen Bürgerschaft (MdBB). Sie werden verkürzt auch als Bürgerschaftsabgeordnete bezeichnet. Im Stadtstaat Berlin gilt entsprechend die Bezeichnung Mitglied des Abgeordnetenhauses (MdA).
Aufgabe der Mitglieder des Landtages ist die Gesetzgebung auf Landesebene und die Kontrolle der Landesregierung. In den Stadtstaaten Hamburg und Berlin nehmen die Landtage zusätzlich kommunalpolitische Aufgaben wahr. In der Freien Hansestadt Bremen sind die Abgeordneten der Bürgerschaft (Landtag) in der Regel (aber nicht immer) zugleich Mitglied der Bremischen Stadtbürgerschaft und deshalb ebenfalls mit kommunalen Sachverhalten befasst. Landtagsabgeordnete genießen wie Bundestagsabgeordnete parlamentarische Immunität und Indemnität. Sie unterliegen der Strafverfolgung also nur dann, wenn der jeweilige Landtag die Immunität aufgehoben hat. Wegen einer Abstimmung oder Äußerung, die sie im Landtag, in einem seiner Ausschüsse, in einer Fraktion oder sonst in Ausübung ihres Mandates getan haben, dürfen sie nicht gerichtlich oder dienstlich verfolgt oder anderweitig außerhalb des Landtags zur Verantwortung gezogen werden.
Landtagswahlen sind Direktwahlen, vielfach ist jedem gewählten Landtagsabgeordneten ein Wahlkreis zugeordnet. Die übrigen Mandate werden über die Landeslisten der jeweiligen Parteien verteilt. Die Arbeit eines Landtagsabgeordneten vollzieht sich daher nicht nur im Landtag – in der Hauptstadt des Bundeslandes, sondern auch im Wahlkreis vor Ort. Dort besitzt der Landtagsabgeordnete normalerweise ein zeitweise besetztes Büro mit Sprechzeiten.
Doppelmandate sind möglich; das bedeutet, ein Mitglied eines Landtages kann gleichzeitig Mitglied des Deutschen Bundestages sein. Dies gilt jedoch nicht über Thüringen. Das Thüringer Abgeordnetengesetz (§ 4 Abs. 2 ThürAbgG) bestimmt, dass ein Mitglied des Landtags nicht gleichzeitig dem Bundestag oder dem Europäischen Parlament angehören darf.
Ähnliches gilt für Niedersachsen. So heißt es im Niedersächsischen Abgeordnetengesetz, dass Beamte mit Dienstbezügen dem Landtag nicht angehören dürfen und dass dies entsprechend auch für Beamte des Bundes und anderer Länder gilt. Ein ausdrückliches Verbot, gleichzeitig dem Bundestag oder dem Europäischen Parlament anzugehören, ist im NAbgG,NI jedoch nicht direkt formuliert.

## Aktuell bestehende deutsche Länder mit Landtagen
- Land Baden-Württemberg: Landtag von Baden-Württemberg, Ergebnisse bisheriger Landtagswahlen, Mitglieder
- Freistaat Bayern: Bayerischer Landtag, Ergebnisse bisheriger Landtagswahlen, Mitglieder
- Land Brandenburg: Landtag Brandenburg, Ergebnisse bisheriger Landtagswahlen, Mitglieder
- Land Hessen: Hessischer Landtag, Ergebnisse bisheriger Landtagswahlen, Mitglieder
- Land Mecklenburg-Vorpommern: Landtag Mecklenburg-Vorpommern, Ergebnisse bisheriger Landtagswahlen, Mitglieder
- Land Niedersachsen: Niedersächsischer Landtag, Ergebnisse bisheriger Landtagswahlen, Mitglieder
- Land Nordrhein-Westfalen: Landtag Nordrhein-Westfalen, Ergebnisse bisheriger Landtagswahlen, Mitglieder
- Land Rheinland-Pfalz: Landtag Rheinland-Pfalz, Ergebnisse bisheriger Landtagswahlen, Mitglieder
- Land Saarland: Landtag des Saarlandes, Ergebnisse bisheriger Landtagswahlen, Mitglieder
- Freistaat Sachsen: Sächsischer Landtag, Ergebnisse bisheriger Landtagswahlen, Mitglieder
- Land Sachsen-Anhalt: Landtag von Sachsen-Anhalt, Ergebnisse bisheriger Landtagswahlen, Mitglieder
- Land Schleswig-Holstein: Schleswig-Holsteinischer Landtag, Ergebnisse bisheriger Landtagswahlen, Mitglieder
- Freistaat Thüringen: Thüringer Landtag, Ergebnisse bisheriger Landtagswahlen, Mitglieder

## Deutsche Stadtstaaten
In den Stadtstaaten gibt es andere Bezeichnungen:
- Land Berlin: Abgeordnetenhaus von Berlin, Ergebnisse bisheriger Abgeordnetenhauswahlen, Mitglieder
- Freie Hansestadt Bremen: Bremische Bürgerschaft, Ergebnisse bisheriger Bürgerschaftswahlen, Mitglieder
- Freie und Hansestadt Hamburg: Hamburgische Bürgerschaft, Ergebnisse bisheriger Bürgerschaftswahlen, Mitglieder